# Громовий Володимир Вікторович
Володи́мир Ві́кторович Громовий — сержант Міністерства внутрішніх справ України.
В мирний час проживає у місті Новомосковськ.

## Нагороди
За особисту мужність і героїзм, виявлені у захисті державного суверенітету та територіальної цілісності України, вірність військовій присязі під час російсько-української війни
- нагороджений орденом «За мужність» III ступеня (22.1.2015).